# 色丹島沖地震
色丹島沖地震（しこたんとうおきじしん）とは、色丹島南東沖を震源域とするM7.8前後（Mw8.2前後）の固有地震である。平均発生間隔は約72年で、2012年の地震調査研究推進本部による長期評価では、30年以内の地震発生確率は50%程度。

## 概要
歴史記録に残るマグニチュード 7以上の地震としては、1893年 M - 7.7 と、1969年 M - 7.8 が知られている。また、東隣の択捉島沖に近い領域では、1975年6月10日22時47分 に、M - 7.0 が発生している。何れも津波の発生を伴っている。
以下の発震時刻は全てUTC+9。

## 1881年
1881年10月25日21時22分に北緯43度18分 東経147度18分 / 北緯43.3度 東経147.3度でM 7.0の地震が発生し、根室で陶磁器が被害を受けた他、国後島泊村では板蔵の倒壊が発生した。

## 1893年色丹島沖地震
1893年6月4日（明治26年）に発生。マグニチュード 7.7。根室・厚岸・色丹島では強震で、択捉島では岩石の崩壊があった。色丹島で2〜3m、択捉島で1.5mの津波を観測した。

## 1969年色丹島沖地震
1969年（昭和44年）8月12日6時27分36.4秒に発生。震源は北海道東方沖（色丹島南東沖）の北緯43度22.3分 東経147度54.3分 / 北緯43.3717度 東経147.9050度、北緯43度22.3分 東経147度54.3分 / 北緯43.3717度 東経147.9050度深さ38kmで、規模はMjma 7.8, Mw 8.0。

### 津波
初動の動きが引き波で始まる津波が発生し、根室市花咲港で1m29cm、釧路港で72cmなどを観測した。津波により北海道東部で国鉄護岸の前傾（厚岸－門静間）、浜中町びわせ湾で養殖わかめの筏破損などのごく軽い被害を生じた。また、津波地震であったとされている。

### 震度
震度は以下の通り。震度観測地点や震度階級は観測当時のもの。震源により近い北見や札幌などで震度2や1を観測したのに対し、震源からより離れた東北地方の太平洋側で震度3を観測するなど、異常震域の傾向を示した。
| 震度 | 都道府県 | 観測所                                               |
| ---- | -------- | ---------------------------------------------------- |
| 4    | 北海道   | 広尾・釧路・根室                                     |
| 3    | 北海道   | 浦河・帯広・本別                                     |
| 3    | 青森県   | 青森・八戸・田名部                                   |
| 3    | 岩手県   | 盛岡・雫石・一関                                     |
| 2    | 北海道   | 函館・倶知安・網走・北見・室蘭・苫小牧・門別・上士幌 |
| 2    | 岩手県   | 宮古・大船渡・花巻・湯田                             |
| 2    | 宮城県   | 築館・石巻                                           |
| 2    | 福島県   | 福島・郡山                                           |
| 2    | 茨城県   | 柿岡                                                 |
| 1    | 北海道   | 札幌・森・鷹泊                                       |
| 1    | 宮城県   | 仙台                                                 |
| 1    | 秋田県   | 秋田                                                 |
| 1    | 山形県   | 山形                                                 |
| 1    | 福島県   | 白河・小名浜                                         |
| 1    | 栃木県   | 日光・宇都宮                                         |
| 1    | 埼玉県   | 熊谷                                                 |
| 1    | 東京都   | 東京                                                 |

### 前震・余震
本震の約1週間前の8月6日頃から小規模な地震活動が発生しており、本震の約1分前にはMw 6.2の前震が発生した。余震活動は活発で、最大イベントは本震から約3日後に発生したMw 7.1。

## 1975年色丹島沖地震
1975年（昭和50年）6月10日22時47分に発生。震源は北海道東方沖（色丹島南東沖）の北緯42度54.3分 東経147度57.5分 / 北緯42.9050度 東経147.9583度、深さはごく浅く、規模はMjma 7.0 (Mw 7.5 , Mt 7.9)。北海道東部で最大震度1を観測した。色丹島で3.5-4.0m、国後島で2-3m、花咲港で1.8mの津波を観測。
1969年の地震の余震域内を震源として発生した地震で、表面波マグニチュードと比べて津波マグニチュードが大きい津波地震であった。